# Mosqueruela
Mosqueruela es un municipio y localidad española de la provincia de Teruel, en la comunidad autónoma de Aragón. Perteneciente a la comarca Gúdar-Javalambre, el término municipal tiene un área de 265,28 km² y una población de 532 habitantes (INE 2020). 

## Toponimia
Se piensa que el topónimo Mosqueruela procede del término mosquera, «descansadero de ganado trashumante, punto de parada para descansar, abrevar y refugiarse del calor». Las mosqueras habitualmente son áreas arboladas con una fuente, y se localizan en el trazado de las vías pecuarias, por ejemplo las cañadas reales, utilizadas para el desplazamiento. Todas estas condiciones se cumplen en la ubicación actual del municipio, y los pastizales de verano a donde se trasladaban los rebaños trashumantes se localizan a media jornada del mismo.

## Geografía
Mosqueruela se encuentra a 1471 m sobre el nivel del mar —es uno de los municipios de Aragón situado a mayor altitud— en la vertiente oriental de la sierra de Gúdar, próxima al límite con la provincia de Castellón. Está a unos 100 km de la capital provincial, a 84 km de Castellón de la Plana y a 54 km de Mora de Rubielos, la capital comarcal.
La temperatura media anual en Mosqueruela es de 8,3 °C. Las fechas de las primeras y últimas heladas varían entre las partes más altas y las más bajas del municipio; suelen estar entre septiembre-octubre para las primeras y mayo-junio para las últimas. Por el contrario, en verano las temperaturas suelen ser elevadas y las tormentas frecuentes. 
La precipitación anual media es de 800 mm, si bien las precipitaciones se distribuyen de forma irregular a lo largo de año. A finales del invierno y comienzo de la primavera son frecuentes las nevadas. La influencia de la vegetación ofrece una sensación de frescor en verano, acompañada de una notable humedad ambiental.

## Historia

### Prehistoria y arqueología
En el término municipal, los yacimientos arqueológicos más antiguos corresponden a los denominados «talleres de sílex», fechados habitualmente en la Edad del Cobre. Sin embargo, la primera ocupación estable se da durante la Edad de Bronce (yacimientos de Osicerda en sus niveles inferiores, Mas de Simón y Castillo del Mallo).
En la época ibérica tiene lugar una ocupación intensa del territorio, con yacimientos de importancia en San Antonio, Mas Rayo, Torre Agustín y el ya comentado de Osicerda. Curiosamente, la época romana es menos conocida, pues sólo se han podido constatar restos arqueológicos en Torre Agustín, Mas de la Torre Quemada y en las laderas del cerro de San Antonio.

### Edad Media

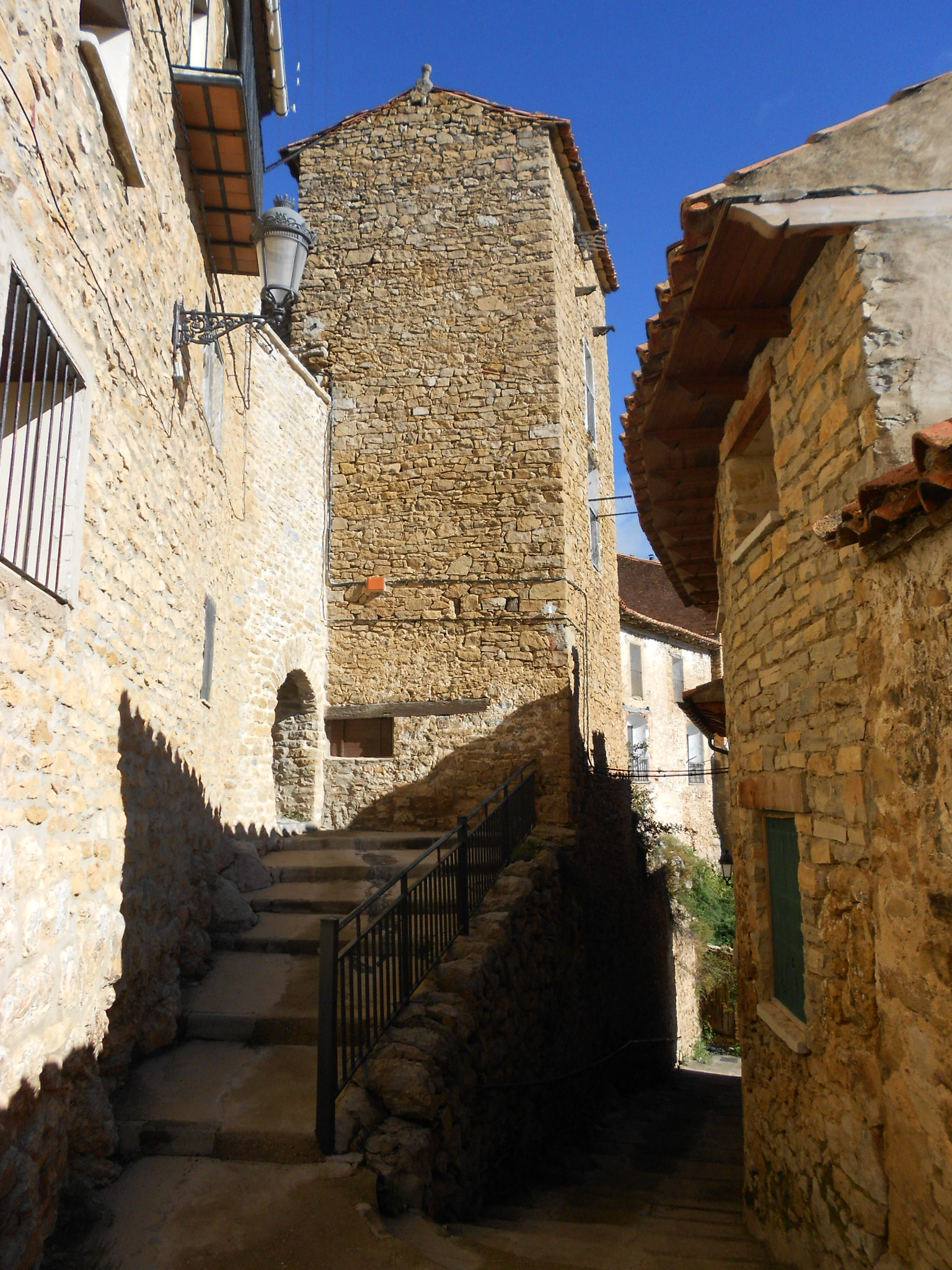
Murallas y Portal del Postigo, una de las entradas al recinto amurallado

De acuerdo al historiador Jerónimo Zurita, Mosqueruela fue reconquistada a los musulmanes por Alfonso II el Casto en 1181. Debido a su posición fronteriza, la localidad fue utilizada por Jaime I el Conquistador como bastión inicial para la conquista del Reino de Valencia. En sus inmediaciones se alzó el Castillo de Mallo o Majo, que estuvo en poder musulmán hasta 1234, año en el que los vecinos de Mosqueruela consiguieron apoderarse de él. En 1333, reinando Alfonso III, se consiguió la adhesión de dicho castillo a Mosqueruela, después de una dura pugna con la vecina Villafranca del Cid. Durante la Edad Media y todo el Antiguo Régimen, hasta la división provincial de 1833, fue tierra de realengo, quedando encuadrada dentro de la comunidad de aldeas de Teruel en la sesma del Campo de Monteagudo.
En la Edad Media, Mosqueruela desarrolló una intensa actividad relacionada con la ganadería y el comercio de la lana. A lo largo del siglo XIII y primeras décadas del siglo XIV, fue frecuente la presencia de la villa en la documentación de la Cancillería Real Aragonesa, debido a los conflictos de pastos que tuvo con la poderosa Casa de Ganaderos de Zaragoza. Estos conflictos fueron frecuentes durante casi todo el siglo XIV, sobre todo los generados entre la Sesma del Campo de Monteagudo —a la que pertenecía Mosqueruela— y las villas de Castellón y Villarreal. Esta situación llegó a su término en 1390 con la sentencia arbitral de Villahermosa, que gestó las normas que regirían la ganadería extensiva de la región.
A finales del siglo XIV, cuando estalló la guerra de los dos Pedros enfrentando a Aragón y Castilla, Mosqueruela no llegó a ser ocupada. Como premio recibió el título de Villa (1366) y el privilegio de celebrar ferias y mercados; además, la Comunidad de Teruel pasó a denominarse Comunidad de Teruel y Villa de Mosqueruela, siendo esta última cabecera de 65 aldeas dependientes. Desde ese momento, Mosqueruela tuvo jurisdicción civil y criminal propia, formó parte de la red de aduanas del Reino y como villa de realengo gozó de representación en las Cortes.

### Edad Moderna y Contemporánea

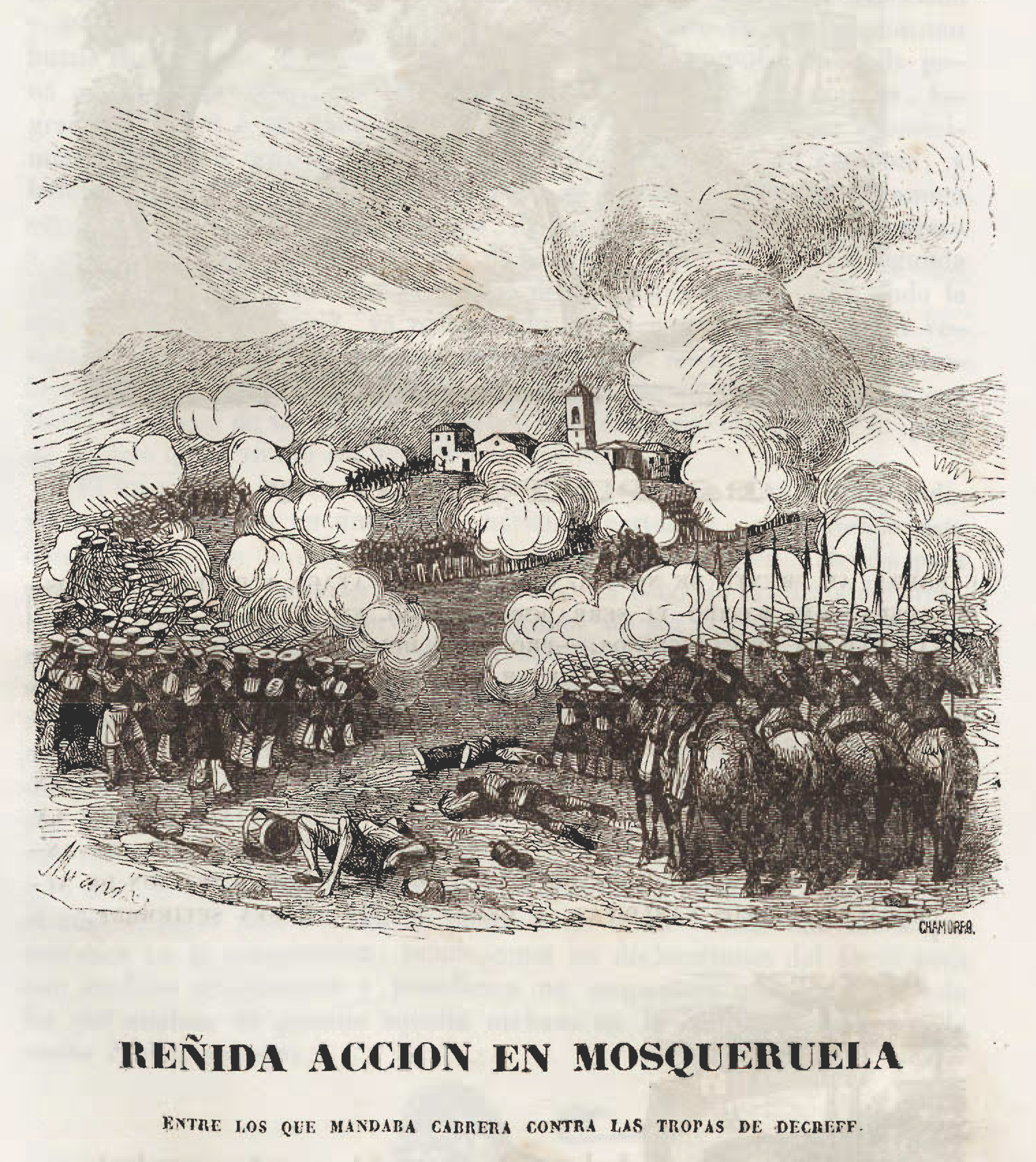
Combates en Mosqueruela durante la primera guerra carlista

Mosqueruela mantuvo su importancia hasta el siglo XIX, cuando la prosperidad de la villa se vio truncada por las guerras carlistas, que azotaron severamente la región, y por la crisis de la ganadería. En julio de 1837, la villa fue visitada por Carlos María Isidro de Borbón, al frente de la Expedición Real.
En el Diccionario geográfico-estadístico-histórico de España y sus posesiones de Ultramar de Pascual Madoz se comenta que «los carlistas hicieron en las murallas de esta villa algunos reparos cerrándola en 1838 con 7 puertas para poner á cubierto de un golpe de mano las oficinas de la administración de rentas, factorías y el juzgado o alcaldía mayor del partido que se establecieron en este punto». Se describe a Mosqueruela, en 1845, en los siguientes términos:

Población murada con cuatro puertas en los cuatro puntos cardinales... las casas son de mediana construcción, repartidas en calles llanas y rectas, aunque mal empedradas, hay un edificio que todavía conserva la denominación de palacio por haber pertenecido al rey Don Jaime I de Aragón.

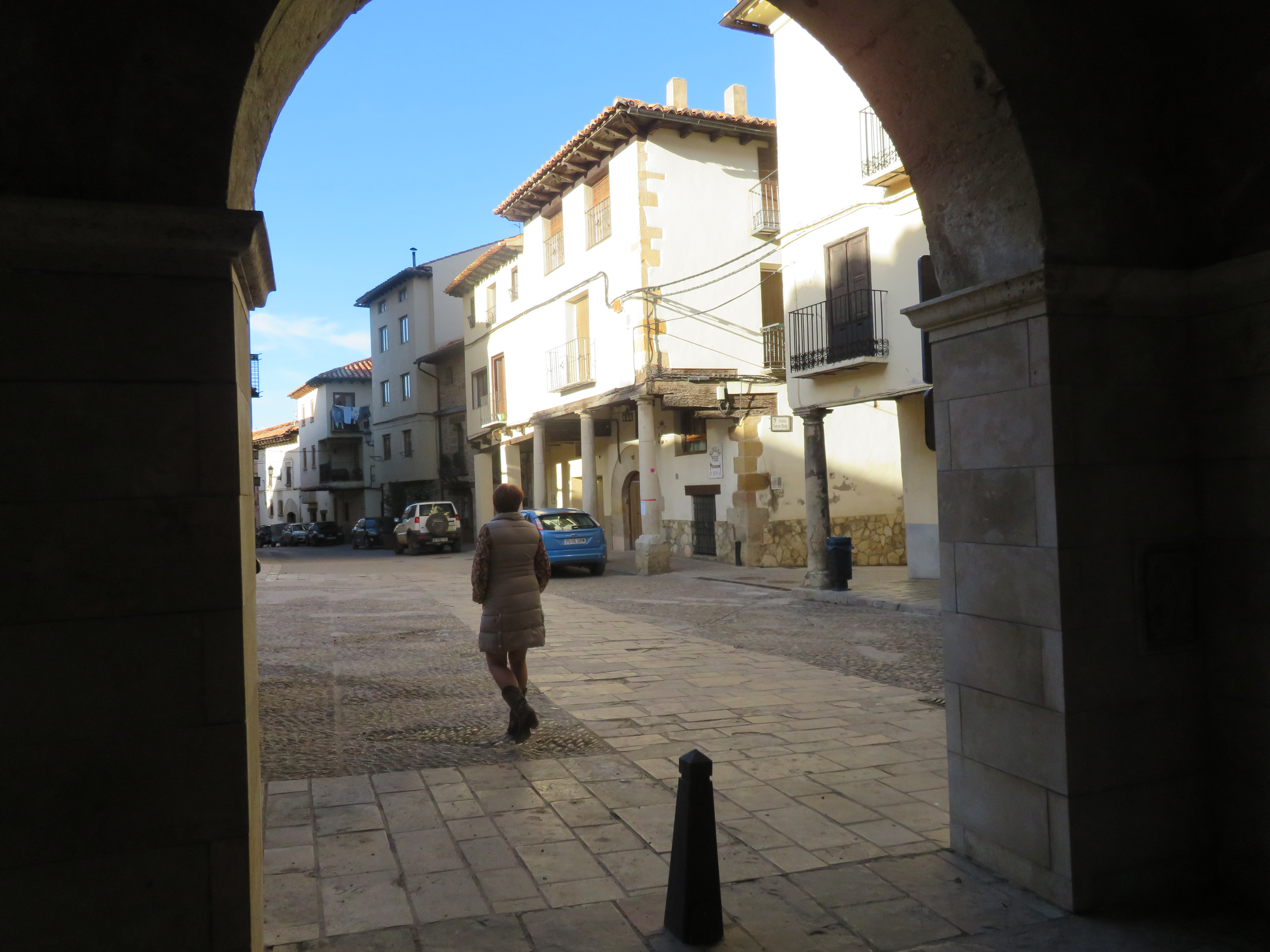
Calle de la localidad

En el siglo XX, la Guerra Civil produjo grandes daños en el patrimonio cultural de la localidad. El pueblo quedó en el frente durante mayo de 1938 siendo custodiado por la Brigada Mixta 220 de la República, el Grupo de Asalto n.º 16 y la CXXIX Brigada Internacional que durante semanas intentaron proteger el pueblo de las tropas franquistas, perdiéndolo el día 17 de mayo y abandonando su defensa por orden del Estado Mayor para la defensa estratégica de Levante por parte de la República; pero el pueblo continuaría siendo centro de ocasionales resistencias, al tiempo que el «maquis» y la represión mermaron su población. Uno de los jefes del maquis, conocido como «Petrol», actuaba en Mosqueruela y encontró la muerte en su término municipal, quizás asesinado por otro guerrillero. Igualmente, cerca de Mosqueruela actuó Doroteo Ibáñez Alconchel, cuyo nombre de guerra, «Maño», sirvió para denominar a todo un grupo («Los Maños»). Las acciones más relevantes del maquis en la comarca de Gúdar-Javalambre tuvieron lugar a lo largo de 1947. Por ello, al estarse convirtiendo el conflicto en un peligroso elemento de desequilibrio, el gobierno no reparó en medios, nombrando al general Manuel Pizarro Cenjor gobernador civil de Teruel. Éste declaró el territorio afectado «zona de guerra», lo que supuso que la vida en la zona se viera alterada por completo y, a medida que trascendían los actos de violencia, el miedo siguiera extendiéndose entre los habitantes. Frecuentemente fue el numeroso grupo masovero el que sufrió las agresiones. El resultado de la ofensiva de las fuerzas gubernamentales conllevó que antes de que concluyera 1948, la actividad ya hubiera descendido de intensidad, aunque aún se produjeron enfrentamientos como el acaecido el 7 de marzo de 1949 en Mosqueruela entre un destacamento de la Guardia Civil y un grupo de guerrilleros. La decisión definitiva por parte del maquis de abandonar la lucha y regresar a Francia no se tomó hasta 1951.

## Demografía
Mosqueruela cuenta con una población de 544 habitantes (INE 2024).
| Gráfica de evolución demográfica de Mosqueruela entre 1842 y 2021                                                   |
| |
| Población de derecho según los censos de población del INE Población de hecho según los censos de población del INE |

En el censo de España de 1857, Mosqueruela tenía 3031 habitantes, por lo que en esa época era el núcleo con mayor población del partido judicial de Mora de Rubielos, al cual pertenecía. La población del municipio fue luego disminuyendo, y a lo largo del siglo XX pasó de 2713 habitantes en 1900, a 711 habitantes en 2001. Cuenta con una población de 544 habitantes (INE 2024).

## Administración y política
| Período   | Alcalde                   | Partido |  |
| --------- | ------------------------- | ------- |  |
| 1979-1983 | José Antonio Erruz Foz    | UCD     |  |
| 1983-1987 | Aurelio Alcón             | PSOE    |  |
| 1987-1991 | José Manuel Gazulla       | PAR     |  |
| 1991-1995 | Rufino Marin              | PP      |  |
| 1995-1999 | Rufino Marin              | PP      |  |
| 1999-2003 | Rufino Marin              | PP      |  |
| 2003-2007 | Rufino Marin              | PP      |  |
| 2007-2009 | Ángel Fabregate           | PAR     |  |
| 2009-2011 | Santiago Escriche         | IU      |  |
| 2011-2015 | María Isabel Gil Salvador | PP      |  |
| 2015-2019 | María Isabel Gil Salvador | PP      |  |
| 2019-2023 | Alba Lucea Papaseit       | PSOE    |  |
| 2023-     | Alba Lucea Papaseit       | PSOE    |  |

| Partido político    | Partido político                                   | 2019   | 2015   | 2011   | 2003   | 2007   |
| Partido político    | Partido político                                   | Ediles | Ediles | Ediles | Ediles | Ediles |
|                     | Partido de los Socialistas de Aragón (PSOE-Aragón) | 3      | —      | —      | —      | 1      |
|                     | Partido Popular de Aragón (PP)                     | 3      | 4      | 4      | 3      | 4      |
|                     | Partido Aragonés (PAR)                             | 1      | 3      | 2      | 2      | 2      |
|                     | Izquierda Unida (IU)                               | —      | —      | 1      | 2      | —      |
| Total de concejales | Total de concejales                                | 7      | 7      | 7      | 7      | 7      |

## Patrimonio

#### Patrimonio arqueológico

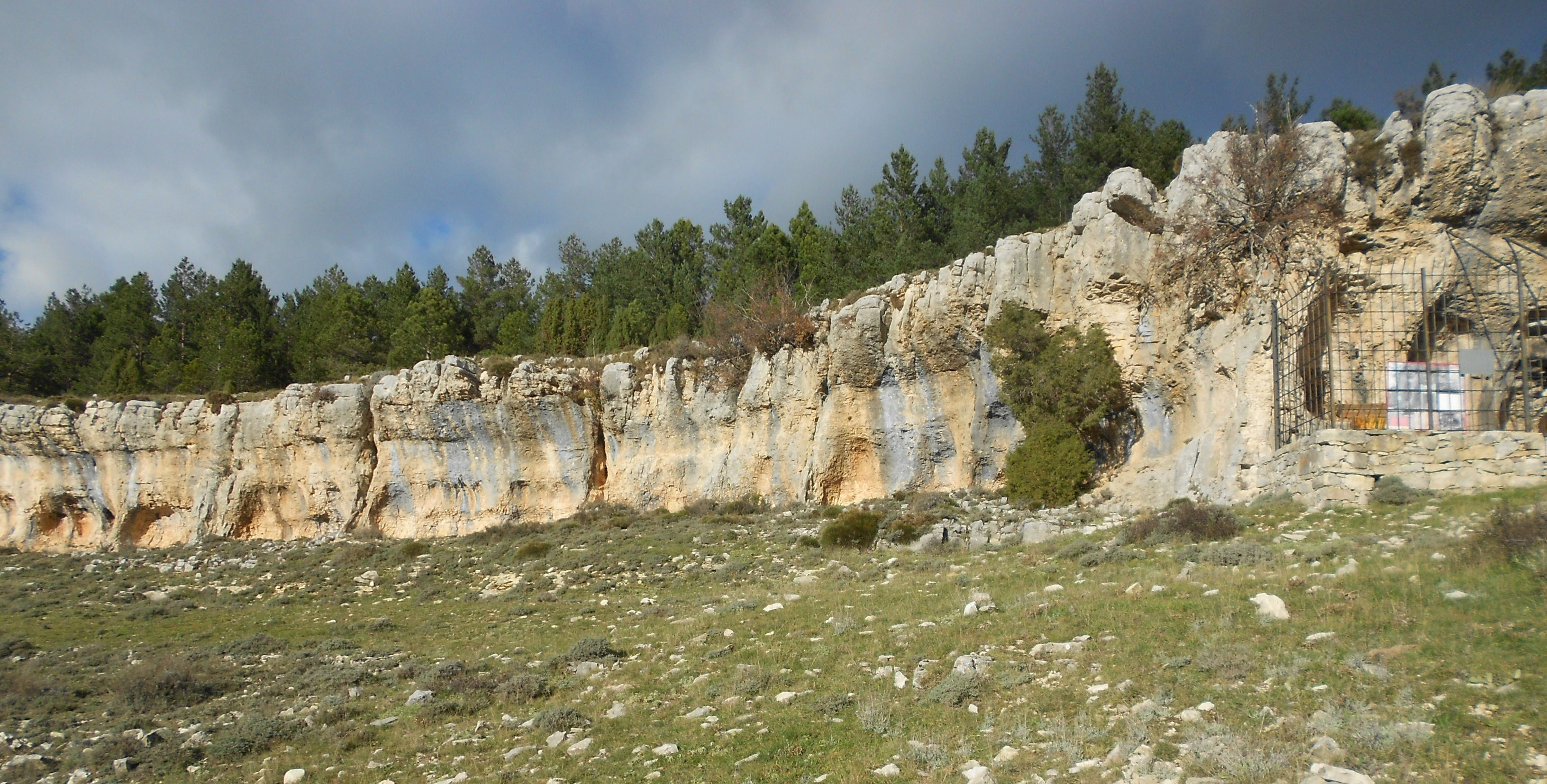
Barranco de Givert, en donde se han encontrado muestras de arte rupestre

En el término municipal de Mosqueruela se encuentran una serie de pinturas rupestres levantinas, incluidas dentro del Patrimonio mundial de la Unesco, además de restos de poblamientos de la Edad de Bronce o de la época ibérica.
En el barranco de Givert pueden contemplarse dos abrigos con importantes representaciones de arte rupestre levantino. El primero de ellos presenta gran número de figuras humanas de pequeño tamaño, con escenas de lucha, de caza y animales aislados de color rojo, y el segundo muestra pinturas en rojo y grabados simbolizando signos de ciclo esquemático.
La Cueva de la Estrella presenta grabados rupestres en tres paneles, representando cazoletas unidas por canalillo y una figura circular con cazoletas, siendo en total cuatro figuras.

#### Casco antiguo
Mosqueruela presenta uno de los mejores ejemplos de trazado ortogonal medieval amurallado que se conserva en las sierras de Teruel. Su casco urbano, declarado Conjunto Histórico-Artístico en 1982, gira en torno a la calle Mayor, bello eje completamente porticado.

#### Patrimonio religioso

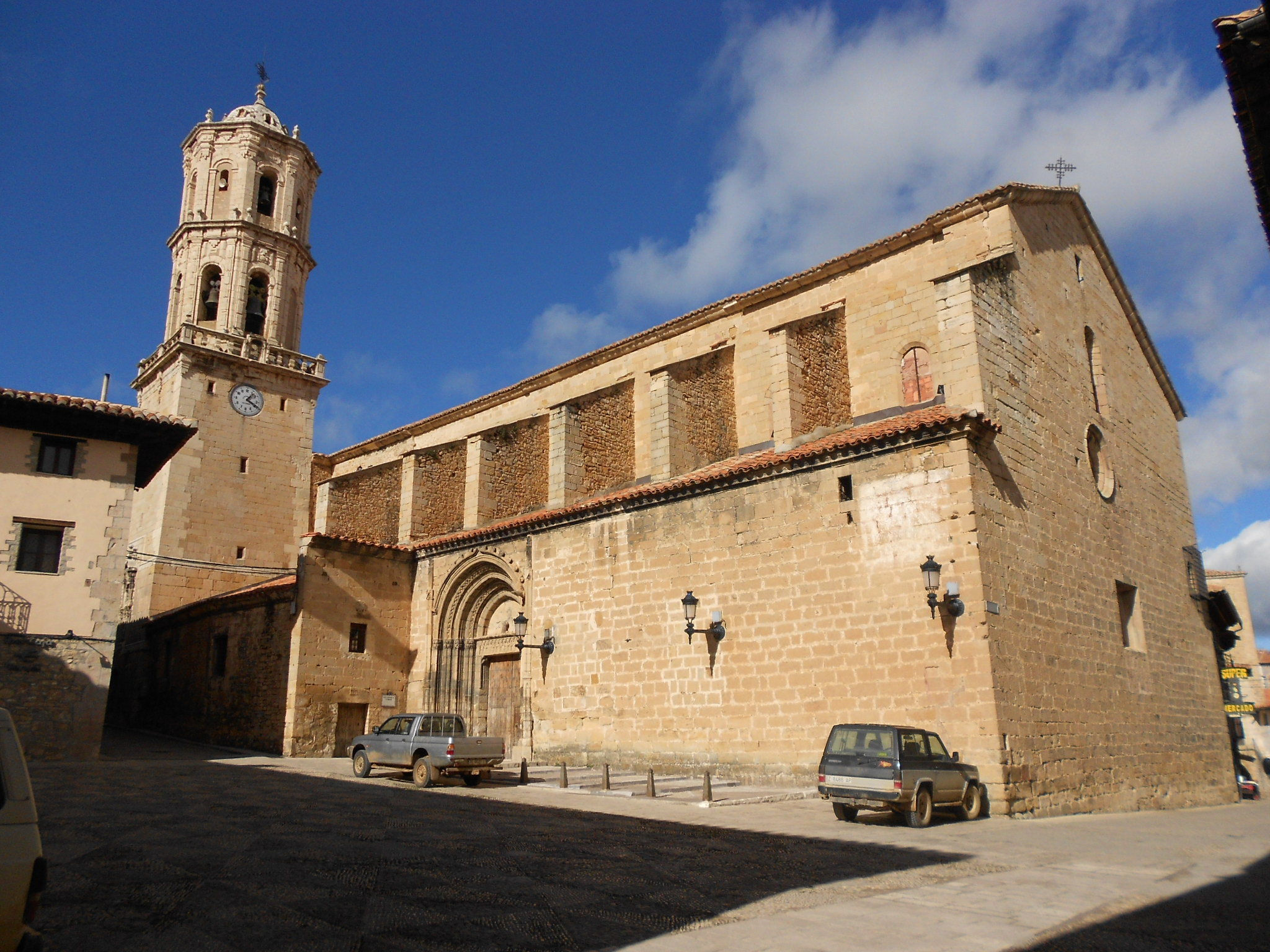
Iglesia de la Asunción, en la que destaca su portada gótica

En la plaza Mayor se sitúan, frente a frente, la Iglesia parroquial y el Ayuntamiento. La iglesia parroquial de la Asunción es una construcción de compleja evolución. El edificio actual es de 1722, conservando restos del templo primitivo de los siglos XIV y XV. Consta de tres naves de cinco tramos, estando la nave central y la cabecera cubiertas con bóveda de medio cañón con lunetos, y las laterales con bóvedas de arista. Destaca la torre de tres cuerpos de cantería, cuyos dos últimos cuerpos son octogonales. Al exterior, quizás lo más sobresaliente sea la portada gótica situada en el costado sur. Originalmente estuvo protegida por un porche o portegado, probablemente de madera. En el interior, se puede apreciar la capilla gótica del Salvador, junto al coro, que contiene restos de un interesante retablo gótico en piedra. Se conserva aquí una pila bautismal monolítica también medieval.
Encima de la sacristía de la iglesia se localiza el Archivo de la Comunidad de Teruel, cuya constitución fue autorizada por el arzobispo de Zaragoza en 1441.
Otro edificio de interés es la antigua Ermita de Santa Engracia, actual Casa de la Cultura, que alberga la Museo de Documentos Históricos. Este espacio conserva una colección archivística de gran importancia sobre la historia de la «Comunidad de Aldeas de Teruel».
Algo más alejadas del casco urbano están las ermitas de Loreto, de San Antonio y de San Lamberto, así como las ruinas del priorato de Santa Ana.

#### Patrimonio civil

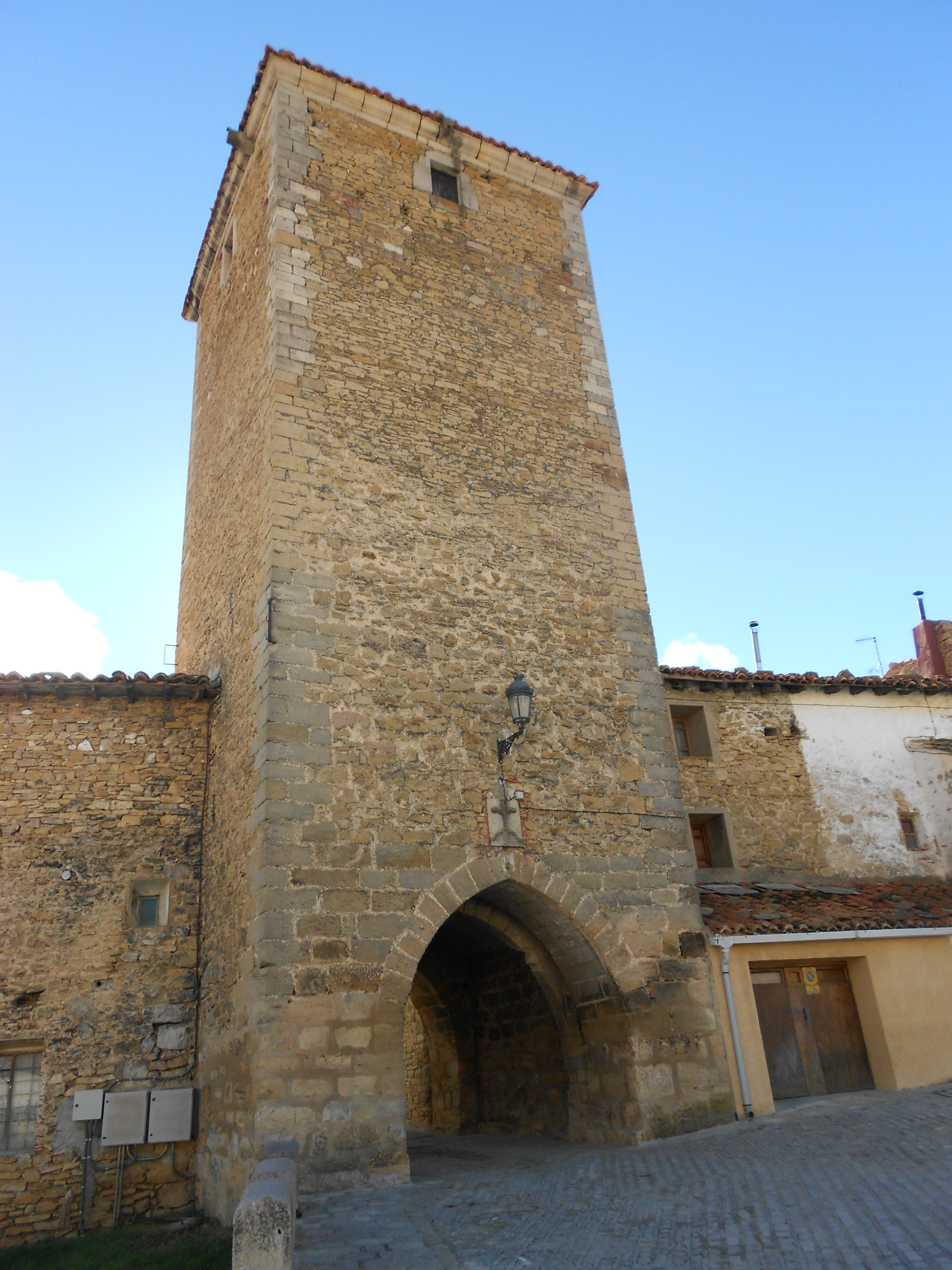
Portal de San Roque, entrada principal de la muralla

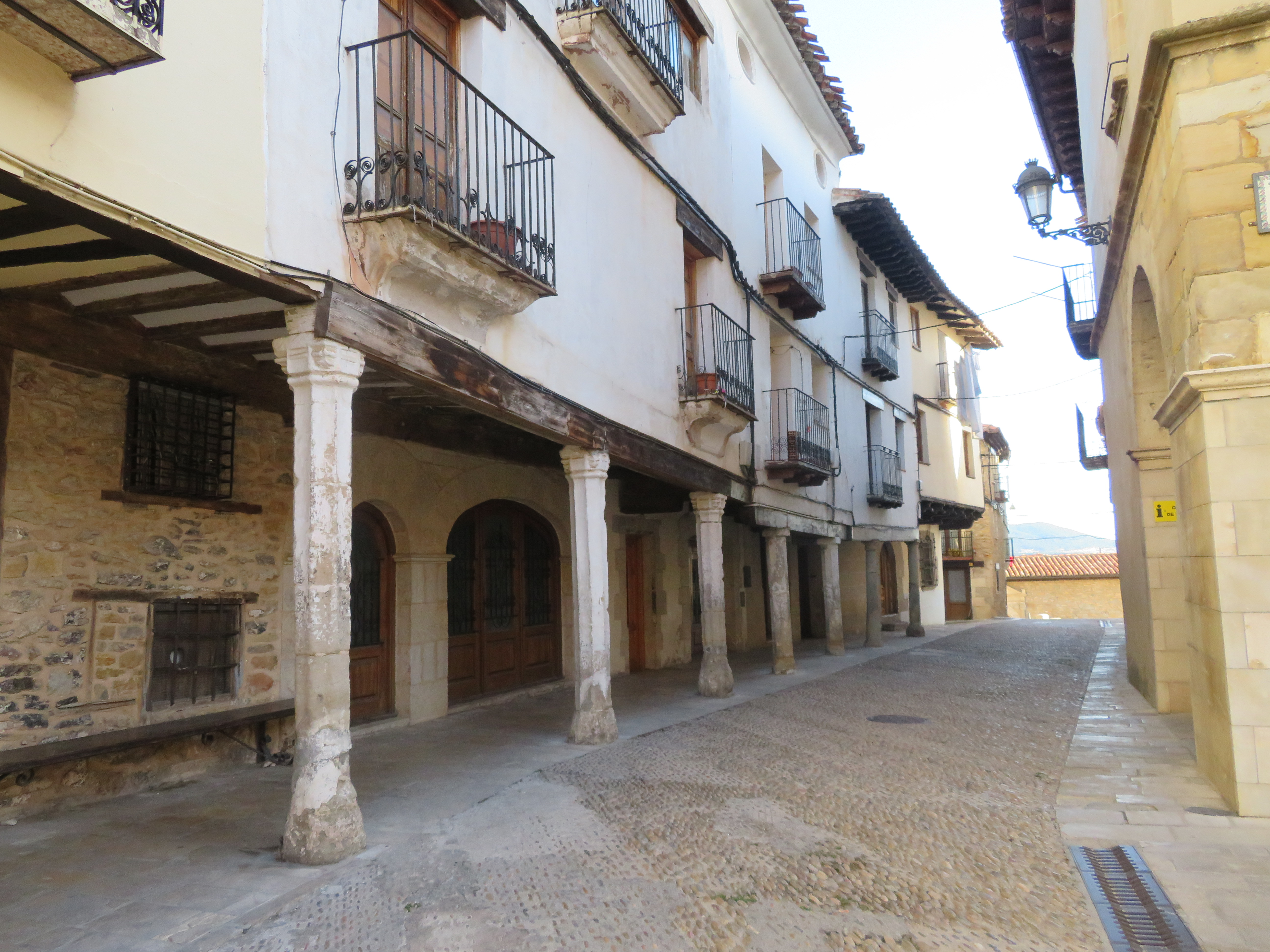
Calle Mayor

El Ayuntamiento es una edificación del siglo XVIII asentada sobre una lonja de nueve arcos en cuyo interior hay importantes dependencias como la cárcel, la sala del concejo y el archivo municipal. Del mismo siglo data la casa del rector, también situada en esta  plaza.
De especial interés son los restos amurallados de la villa, unos de las mejor conservados en la provincia. El Portal de San Roque es la entrada principal de la muralla, estando realizado en mampostería, con arco apuntado al exterior y rebajado intramuros, y entre estos bóveda de medio cañón. Su torre es esbelta, con sillares en su parte baja y piedra irregular en la alta con sillares reforzando las esquinas. Todavía se conservan otros de sus siete portales originales, como el de Vistorre, el del Postigo y el de Teruel; este último es un sencillo vano abierto en el lienzo de muralla y al lado de una torre a la que se le añadió una vivienda, que es conocida como Casa Fuerte.
Cabe mencionar la arquitectura de la calle Ricos Hombres, cuyos edificios destacan por sus aleros de madera; uno de ellos contiene una decoración barroca de más de cien rosetas. En la calle Isabel Blesa se emplaza el Palacio Gil de Palomar, también llamado Palacio del Rey Don Jaime, de mampostería y con cornisa de madera. Esta calle finaliza en el Portal del Hospital, junto al que se levanta el edificio del Hospital cuya fecha de construcción, 1557, consta en una inscripción conmemorativa.

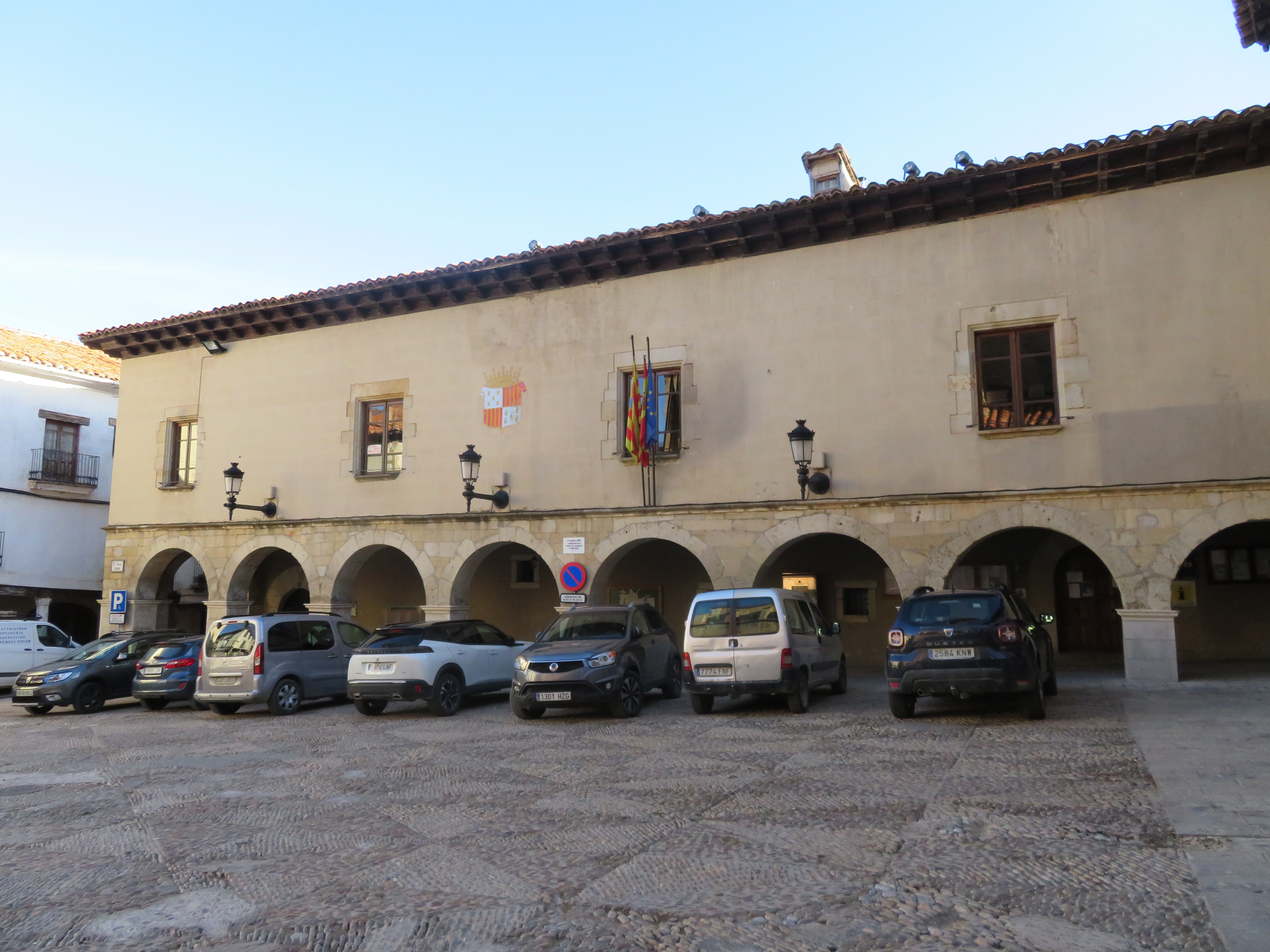
Plaza Mayor

Por otra parte, existe una exposición al aire libre de esculturas abstractas conocidas como «Casetas de Cabezón».

#### Barrio de la Estrella
Los orígenes de la Estrella se remontan al siglo XIV y se relacionan con el castillo de Mallo o Majo, cuando, tras su desmantelamiento, se pobló un pequeño villar en la margen izquierda del río Monleón. Allí se emplaza el Santuario de la Virgen de la Estrella, reconstruido entre 1720 y 1731. El templo actual tiene una planta de tres naves, estando la nave principal cubierta con bóvedas de cañón con lunetos. Además del santuario, todavía se conservan los restos de una interesante zona residencial, situada hacia la ladera, que fue afectada por una inundación en 1883.

#### Patrimonio natural
De interés geológico son los poljés que se hallan dentro del término municipal. Estos son grandes depresiones kársticas, endorreicas y de fondo aplanado, generalmente rellenas de materiales residuales de la disolución de rocas como las calizas. El más importante en Mosqueruela, por su tamaño, es el recorrido actualmente por el río Monleón —en el límite provincial—, con una longitud de 27 km.

## Fiestas

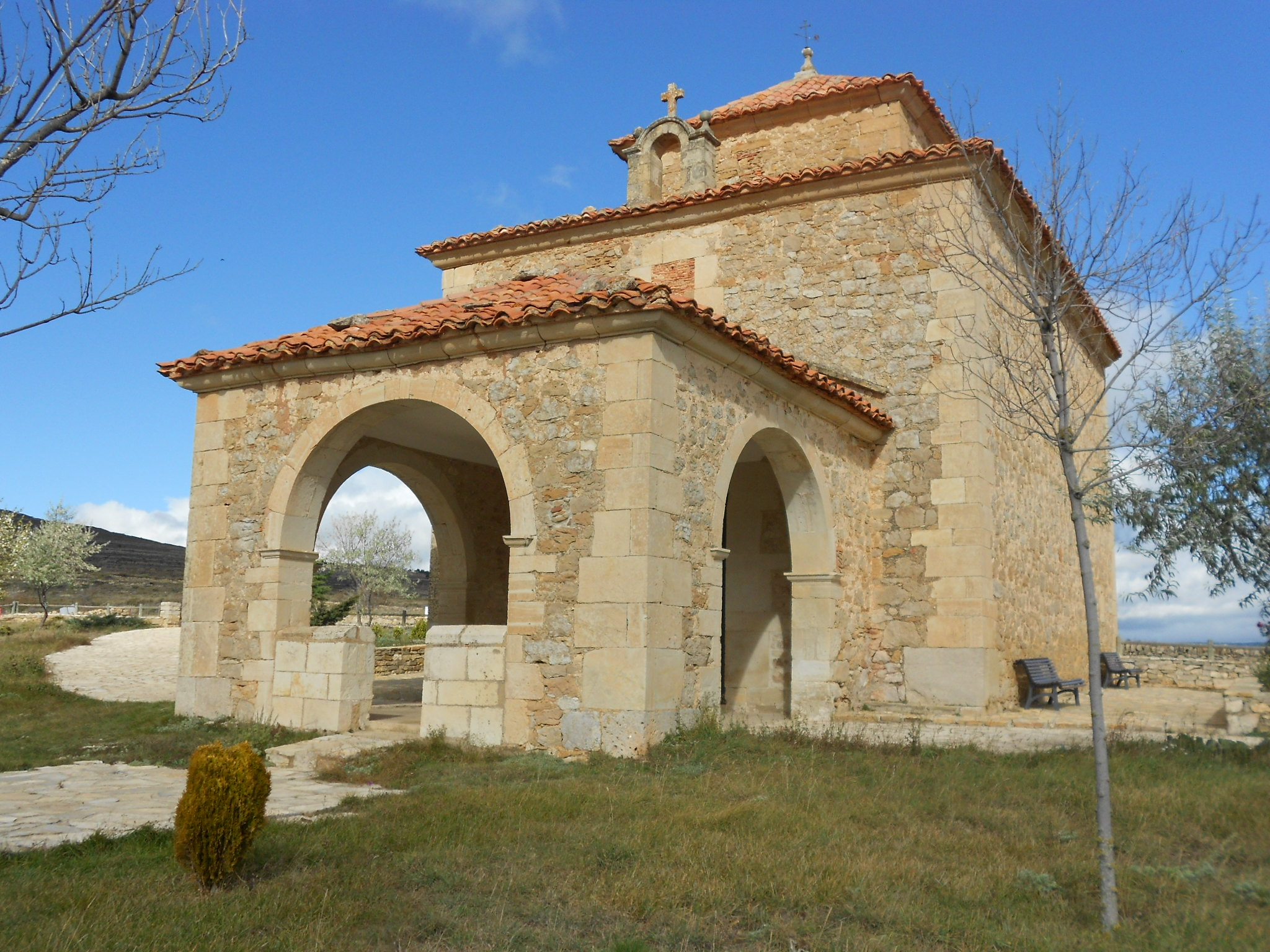
Ermita de San Lamberto, a las afueras de la localidad

- De la celebración de San Antonio —en enero—, se conserva la tradición de las hogueras.
- El 29 de abril tiene lugar la festividad de San Pedro Mártir de Verona, patrón de Mosqueruela.
- La celebración más importante de la localidad tiene lugar el último domingo de mayo en honor a la Virgen de la Estrella. El viernes se dan cita en el horno las personas del pueblo para elaborar los «rollos de la Caridad», que serán bendecidos al día siguiente en el Ayuntamiento. La madrugada del domingo es el momento solemne para presenciar el «rosario de la Aurora». Tras la solemne misa mayor, al mediodía, los vecinos del pueblo se dirigen en procesión hasta la aldea y santuario de la Virgen Estrella, haciendo noche en el santuario.
- A mediados de Julio se celebra la fiesta de los Kintos.
- El último fin de semana de julio se celebra la fiesta de los pastores.
- La feria de Mosqueruela se desarrolla el primer domingo del mes de septiembre y aúna lo lúdico con lo comercial. Originalmente se celebraba para la Virgen de Agosto, a partir de un privilegio otorgado en 1366 por el rey Pedro IV. Actualmente la feria tiene como temática principal la ganadería, pero la acompañan una variedad de actos festivos como los tradicionales «toros embolados», las vaquillas o las verbenas.